# Venez chez moi, j'ai relooké ma maison
Venez chez moi, j'ai relooké ma maison ou Le Monde à louer au Québec (Stay Here) est une émission de télévision américaine consacrée à la décoration intérieure, présentée par Genevieve Gorder et Peter Lorimer depuis le 17 août 2018 sur Netflix.

## Présentation
La créatrice spécialiste en design Genevieve Gorder (en) et l'expert immobilier Peter Lorimer se rendent chez des propriétaires dans des endroits aux États-Unis dans le but de leur montrer comment transformer leur maison ou appartement tels qu’une maison flottante à Seattle (Washington), un brownstone à Brooklyn (New York) ou une caserne de pompiers à Washington DC.

## Épisodes
| Première saison (2018) |                                                |                                  |                          |                     |
| №                      | Titre français                                 | Titre original                   | Lieu                     | Diffusion française |
| ---------------------- | ---------------------------------------------- | -------------------------------- | ------------------------ | ------------------- |
| 1                      | Une péniche à Seattle                          | Seattle Houseboat                | Seattle, Washington      | 17 août 2018        |
| 2                      | Une maison sur la page de Malibu               | Malibu Beach House               | Malibu, Californie       | 17 août 2018        |
| 3                      | Une maison avec piscine à Austin               | Austin Pool Pad                  | Austin, Texas            | 17 août 2018        |
| 4                      | Une maison en grès brun à Brooklyn             | Brooklyn Brownstone              | Brooklyn, New York       | 17 août 2018        |
| 5                      | Un cottage dans le vignoble de Paso Robles     | Paso Robles Wine Country Cottage | Paso Robles, Californie  | 17 août 2018        |
| 6                      | Une remise à calèche sur l'Hudson              | Hudson River Carriage House      | Hudson, New York         | 17 août 2018        |
| 7                      | La machine à remonter le temps de Palm Springs | Palm Springs Time Machine        | Palm Springs, Californie | 17 août 2018        |
| 8                      | Une caserne de pompiers à Washington           | DC Firehouse                     | Washington DC            | 17 août 2018        |